# Coupe d'Angleterre de football 1976-1977
Navigation
Coupe d'Angleterre 1975-1976 Coupe d'Angleterre 1977-1978
La Coupe d'Angleterre de football 1976-1977 est la 96e édition de la Coupe d'Angleterre de football. 
Manchester United remporte sa quatrième Coupe d'Angleterre de football au détriment de Liverpool FC sur le score de 2-1, au bout d'une finale jouée dans l'enceinte du stade Wembley à Londres.

## Quarts de finale
| # | Équipe 1                | Résultat | Équipe 2         | Date         |
| - | ----------------------- | -------- | ---------------- | ------------ |
| 1 | Liverpool FC            | 2–0      | Middlesbrough FC | 19 mars 1977 |
| 2 | Wolverhampton Wanderers | 0–1      | Leeds United     | 19 mars 1977 |
| 3 | Everton FC              | 2–0      | Derby County     | 19 mars 1977 |
| 4 | Manchester United       | 2–1      | Aston Villa      | 19 mars 1977 |

## Demi-finales
| 23 avril 1977 | Liverpool FC                     | 2–2 | Everton FC                                  | Maine Road, Manchester                        |                                               |
| 15:00         | McDermott 10e (Keegan), Case 73e |     | McKenzie 33e (Dobson), Rioch 82e (McKenzie) | Spectateurs : 52 637 Arbitrage : Clive Thomas | Spectateurs : 52 637 Arbitrage : Clive Thomas |

| Match rejoué        | Everton FC | 0–3 | Liverpool FC                                              | Maine Road, Manchester                        |                                               |
| 27 avril 1977 20:45 |            |     | Neal 31e (pen.), Case 88e (Kennedy), Kennedy 89e (Keegan) | Spectateurs : 52 579 Arbitrage : Clive Thomas | Spectateurs : 52 579 Arbitrage : Clive Thomas |

| 23 avril 1977 | Manchester United         | 2–1 | Leeds United | Hillsborough, Sheffield     |                             |
| 15:00         | Greenhoff 7e, Coppell 14e |     | Clarke 67e   | Arbitrage : Thomas Reynolds | Arbitrage : Thomas Reynolds |

## Finale
| 21 mai 1977 | Manchester United | 2 – 1 | Liverpool FC | Stade de Wembley, Londres |
|             |                   |       |              | Spectateurs : 99 252      |
|             | Rapport           |       |              |                           |

- Manchester United remporte sa quatrième Coupe d'Angleterre[1].